# Adjectif relationnel
Un adjectif relationnel est un adjectif qui définit une relation et non une qualification, il peut être remplacé par un complément du nom.
Par exemple, la tribune présidentielle est « la tribune du président », tandis que une voiture rapide n'est pas « une voiture de la rapidité », mais « une voiture qui est rapide ».
Les adjectifs relationnels ne sont pas gradables : *un code très universel ; *une lampe de plus en plus halogène : une lampe est halogène, ou ne l'est pas ; un code est universel, ou confidentiel, ou peu/beaucoup/énormément répandu, mais pas très universel. 
Au contraire, on peut grader les adjectifs qualificatifs : une voiture très rapide.
Les adjectifs relationnels sont l'occasion de nombreuses figures de style telles le zeugma :
La tribune était présidentielle et pleine à craquer, où un même nom tribune régit deux types d'adjectifs différents.